# گری الکساندر (بازیکن فوتبال)
گری الکساندر (انگلیسی: Gary Alexander؛ زادهٔ ۱۵ اوت ۱۹۷۹) بازیکن فوتبال اهل بریتانیا است.
از باشگاه‌هایی که در آن بازی کرده‌است می‌توان به باشگاه فوتبال برتون آلبیون، باشگاه فوتبال کراولی تاون، باشگاه فوتبال سوئیندون تاون، باشگاه فوتبال هال سیتی، باشگاه فوتبال برنتفورد، باشگاه فوتبال ای‌اف‌سی ویمبلدون، باشگاه فوتبال اکستر سیتی، باشگاه فوتبال میلوال، باشگاه فوتبال وستهام یونایتد، و باشگاه فوتبال لیتون اورینت اشاره کرد.